# Tågarp, Hörby kommun
Tågarp är en by i Hörby socken i Hörby kommun. Tågarp ligger längs väg 1082 öster om Hörby och omgivningarna utgörs av öppet jordbrukslandskap.

## Historik
Byn finns belagd från 1566. På 1860-talet uppgick byn till 7/8 mantal skattejord och 1/8 mantal kronojord.